# Дигидрохалконы
Дигидрохалко́ны — соединения класса флавоноидов, аналогичные по структуре халконам, но с насыщенным пропановым фрагментом. 

Флоридзин

Нарингин-дигидрохалкон

## Свойства
Бесцветные кристаллические вещества, мало растворимы в воде, растворимы в щелочах, спиртах, стабильны в кислой среде. Ряд дигидрохалконов имеют сладкий вкус различной степени выраженности, в зависимости от характера заместителей в ароматических кольцах.

## Распространение
В растениях образуются в результате восстановления халконов по двойной связи в пропановом фрагменте.
Флоретин (2,4,6,4'-тетрагидроксидигидрохалкон) и его гликозид флоридзин (флоретин-2'-глюкозид) выделены из корней яблони в 1835 г., содержится также в её листьях, побегах и семенах. Кроме этого, флоридзин обнаружен в Kalmia latifolia и видах Pieris. Это соединение является ингибитором роста растений, поэтому молодая яблоня, посаженная на место старой, может погибнуть. У человека способен вызывать интенсивное выведение глюкозы из организма, так называемый «флоридзиновый диабет». В некоторых видах яблони присутствует сиболдин (3-оксифлоретин-4'-гликозид). Азебогенин (2'-гликозид азеботина) найден в Kalmia angustifolia и различных видах Pieris.

## Применение
Дигидрохалконы, получаемые каталитическим гидрированием флавоноидов кожуры плодов цитрусовых (нарингина, гесперидина, неогесперидина) применяют в пищевой промышленности в качестве подсластителей, к примеру, неогесперидин дигидрохалкон, или Е 959.